# 安川健司
安川 健司 (やすかわ けんじ 1960年 - ) は、日本の実業家。

## 人物
東京都出身。1986年東京大学大学院農学研究科修了。同年山之内製薬入社。
2010年アステラス製薬執行役員、2012年上席執行役員、2017年代表取締役副社長、2018年代表取締役社長CEO。2023年4月代表取締役会長。